# 三位一体教会

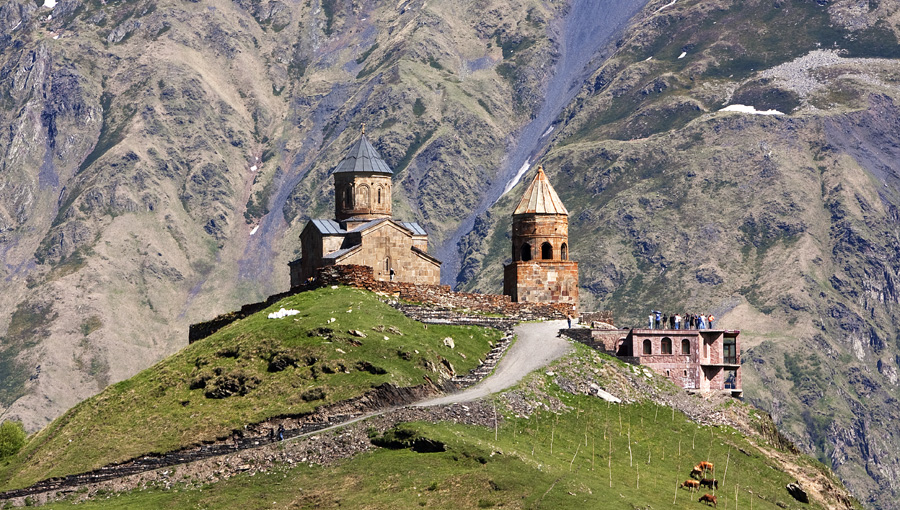
三位一体教会

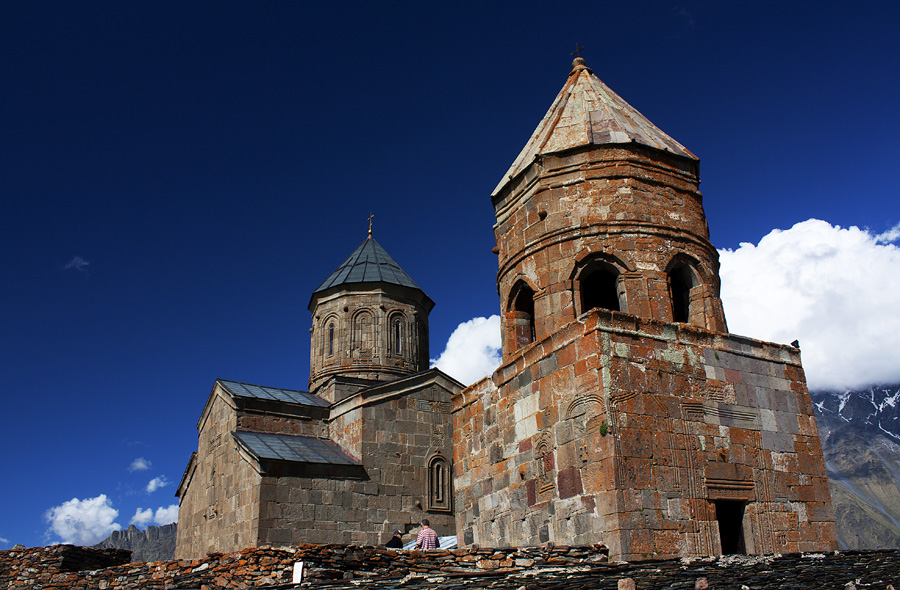
三位一体教会

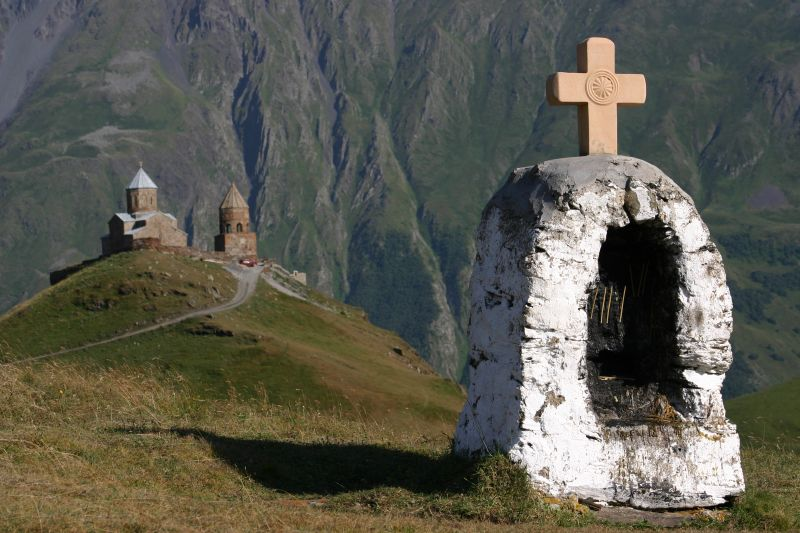
三位一体教会

三位一体教会(グルジア語: წმინდა სამება)は、ジョージア・ムツヘタ＝ムティアネティ州カズベギ地区のステパンツミンダにある教会である。カズベク山の麓でテレク川の左支流であるチェケリ川の右岸の標高 2170 メートルの場所に建つ。

## 歴史
三位一体教会は、無名の建築家によって14世紀に建てられた。クヘヴィで唯一の十字形の教会である。別棟の鐘楼は教会本体よりやや後に建てられた。この教会は広大な自然に囲まれた険しい山の頂上に孤立して建っていて、ジョージアのシンボルとなっている。18世紀の学者ヴァフシティ・バグラティオニは、聖ニノの十字架を含むムツヘタの貴重な遺物が緊急時にこの教会に運ばれたと書いている。ソビエト時代はすべての礼拝が禁止されていたが、教会は依然として人気のある観光地であった。現在、この教会ではグルジア正教会が活発に活動している。
この教会への1.5 時間の登山路は、この地域のトレッカーに人気のルートである。
2018年12月までに、舗装された道路が教会のふもとまで敷かれ、普通の車でアクセスできるようになった。2021年以降、土砂崩れにより舗装道路が使えなくなったため、4WDを必要とする未舗装道路が使用されている。

## 建築
教会とカズベク山の象徴的な景色は、建築と風景の調和のとれた最高の景色の 1 つであり、ジョージアの建築の代表例である。教会には、教会本体、鐘楼、周囲の壁が含まれる。教会本体は正十字形の建物で、3 つの長方形のアーム、中にアプスがある丸みを帯びたアーム、南側と西側に2 つの入り口があり、各アームにはウィンドウがある。ドーム屋根には5つの窓があり内部を明るくしている。ドーム屋根は短く、上部がわずかに狭くなっている。ファサードはダークグレーの石で覆われている。元の壁画の痕跡だけが残っている。  
外部の装飾は、基本的にドアと窓の周りのみである。北側の壁にはシンプルな装飾が施されている。上部には腕の短い十字架があり、狭い窓の下には丸い装飾が施された石がある。南側の壁には、十字架に加えて、四角形の装飾と窓の上のアーチがある。西側の壁も同様であるが、窓の装飾はシンプルである。東側の壁にはかなり複雑な構成が見られる。窓には四角い枠があり、その上に大きな十字架がある。十字架の各腕の付け根に四角形があり、中央の窓の他に、左に丸窓、右に角窓がある。南と西の両方のポータルには、ドアの周りにロゼットと四角形の多くの装飾がある。ドームの10の窓のそれぞれには、アストラガルで作られたアーチ フレームがある。
教会本体の南側に立つ鐘楼は、四角形の基台と円形の鐘室で構成されている。基台は、教会への入り口としても機能する。壁にはさまざまな装飾が施され、西側には名前のわからない人物像が描かれている。

## 参考資料
- Rosen, Roger. Georgia: A Sovereign Country of the Caucasus. Odyssey Publications: Hong Kong, 1999. ISBN 962-217-748-4
- “New road gives access to Georgia’s iconic Gergeti Trinity Church”.   Agenda.ge. 2023年3月26日閲覧。
- “Gergeti”.   Georgian government site. 2023年3月26日閲覧。

座標: 北緯42度39分45秒 東経44度37分13秒 / 北緯42.66250度 東経44.62028度